# 村井宗信
村井 宗信（むらい むねのぶ、生年不詳 - 天正10年6月2日（1582年6月21日））は、戦国時代から安土桃山時代にかけての武将。新右衛門尉。村井貞勝の弟。

## 生涯
村井貞勝の弟で、主に織田信長が上洛を果たして以降に京洛で政務に当たっていた。
天正3年（1575年）8月7日、兄貞勝の代理として徳大寺家の領地に徳政令を適用する事を栂尾閼伽井坊に対して促した。また、『天正二年久我荘指出検地帳』の徴収責任者の一人としても名前がある。
吉田兼見（兼和）とは懇意で天正3年（1575年）頃から盛んに交流を交わした。天正4年（1576年）1月14日に兼見が来訪したときには兼見より30疋を贈られているが、同じく贈品を受け取った村井貞成（貞勝長男）が50疋、村井清三（村井一門か）が20疋となっており、序列としては貞成よりは下、清三よりは上という立場であったことが窺える。同年2月17日には兼見より訪問を受け、道普請の免除を上申されたので宗信が貞勝へと取次ぎ、兼見の道普請は免除となった。また、宗信から兼見の元へと私的な用事で赴くこともあり、天正8年（1580年）閏3月6日には兼見に貞勝が松の木を1本所望している事を話している。
天正10年（1582年）1月17日には京都大徳寺で行われた禅師号の執奏で、宗信が馳走役を務めている。同年6月2日、本能寺の変では織田信忠と共に二条新御所で明智光秀の軍勢と戦ったが、貞勝ら村井一門もろとも宗信も同地で死亡した。